# Музей Брюґґен
Музей Брюґґен — це музей, розташований у Бергені, Норвегія. Брюґґен є єдиним у Європі місцем, де зберегли архітектурні споруди часів Ганзейського союзу, тобто приблизно з 1360 року, коли німецькі купці відкрили торгове представництво в Брюґґені.

## Історія
Після відходу Ганзи з Брюґґена будинки на набережній продовжили використовувати як склади, житлові і торгові приміщення. Протягом історії Берген піддавався численним пожежам, оскільки, традиційно, більшість будинків були зроблені з дерева. Так частини будівель історичного району Брюґґен були знищені під час пожежі в 1955 році. На місці пожежі 13 років велися археологічні розкопки під наглядом археолога Асбьерн Хертейг ( норв. Asbjørn Herteig; 15 лютого 1919 - 2 жовтня 2006 - першого куратора музею) Пізніше ця територія була використана для будівництва музею Брюгген, який складається з комплексу археологічних пам'яток, а також деяких старих дерев'яних будинків. В ході розкопок з землі були підняті рідкісні артефакти. Справжній скарб, знайдений в Брюггені, — рунічні написи на дерев'яних дощечках і паличках, черепах тварин, тарілках і хрестах. Вони підтвердили теорію про те, що руни використовувалися середньовічними норвежцями не тільки для ритуального листи, а й у військових дорученнях, в торгових і побутових записах. Багато з цих артефактів зараз є основою сучасного музею і постійно експонуються.
Норвежці недовго думали, куди прилаштувати цінні знахідки. Вже у 1976 році за підтримки мецената Ерлінга Несса (норв. Erling Næss; 5 серпня 1901 - 7 лютого 1993) був відкритий інститут середньовічної археології, а при ньому Музей набережної Брюгген (Bryggens museum), будівлю якого спроектував архітектор Ейвін Маурсет (норв. Øivind Maurseth).

## Знахідки

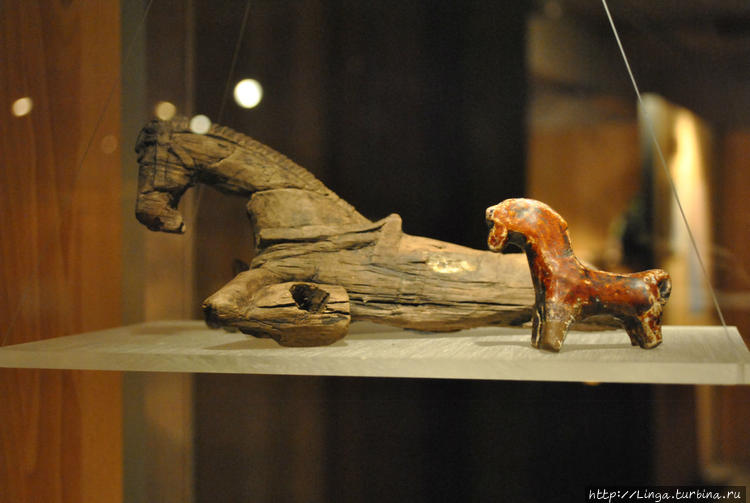
Дерев'яні статуетки.

У музеї виставлені знахідки, що розповідають про ремеслах, судноплавстві, торгівлі та повсякденному житті середньовічного Брюґґена. Постійна експозиція займає весь перший поверх і включає в себе вироби з кераміки, дерева інструменти, фрагменти скелетів, традиційні костюми і навіть дерев'яні іграшки.
В музеї Брюґґен зараз зберігаються близько півтисячі набагато більш древніх експонатів. Невеликі предмети з колекції музею Брюґґен, зроблені переважно з сосни і кісток тварин, були знайдені в 1955 році. Ймовірно, це були амулети або жетони, які вказують на приналежність до чиєїсь власності. Вони стали найціннішими зразками рунічного листа, виявленими в 20 столітті. Знахідки датуються як мінімум 14 століттям: раніше вважалося, що рунічна писемність зникла в Норвегії набагато раніше.

Знахідки дозволили краще зрозуміти побут городян середньовіччя і поклали основу експозиції музею Брюґґен.

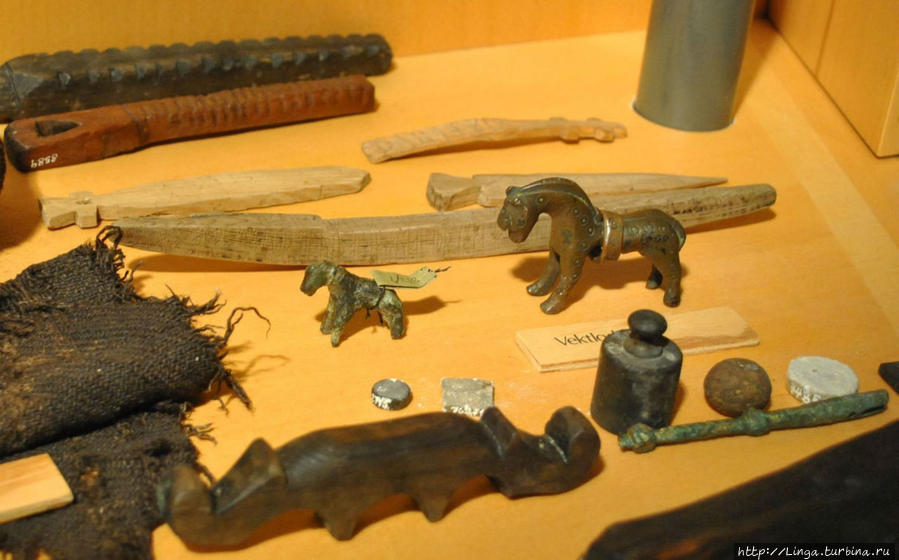
Вироби з дерева.

Музей відкритий щодня з 10:00 до 16:00, екскурсії проводяться на норвезькому, німецькою та англійською мовами. На червень 2014 року ціна вхідного квитка становить 70 крон, для студентів — 35 крон, дітям вхід безкоштовний.